# 형제과일먹는박쥐
형제과일먹는박쥐(Artibeus fraterculus)는 주걱박쥐과(신세계잎코박쥐과)에 속하는 박쥐의 일종이다. 에콰도르와 페루에서 발견된다.

## 특징
몸길이 64~76mm인 보통 크기의 박쥐로 전완장은 52~59mm이다. 발 길이는 12~16mm, 귀 길이는 15~21mm이고 몸무게는 최대 55g이다.

## 생태
먹이는 열매이다. 임신한 암컷이 10월과 11월 사이에 포획되는 반면에 7월과 11월 사이에는 새끼를 기르는 모습을 볼 수 있다.

## 분포
에콰도르 서부와 페루 북서부, 중부에 널리 분포한다. 해발 1,600m 이하의 건조한 환경에서 서식한다.